# 班德略斯和奥斯皮塔莱特-德尔因凡特
班德略斯和奥斯皮塔莱特-德尔因凡特（西班牙語：Vandellós y Hospitalet del Infante）是西班牙加泰罗尼亚塔拉戈纳省的一个市镇。总面积103平方公里，总人口4373人（2001年），人口密度42人/平方公里。